# Lampetis straba
Lampetis straba es una especie de escarabajo del género Lampetis, familia Buprestidae. Fue descrita científicamente por Chevrolat en 1867.